# Itajubá
Itajubá es un municipio brasileño del estado de Minas Gerais. Esta es la cuarta ciudad más grande que existe en el sur de Minas Gerais.

## Tráfico
Esta ciudad cuenta con parque automotor de 27150 vehículos con un promedio de un vehículo por cada 3 habitantes, Itajubá sufre el problema de exceso de vehículos terrestres principalmente en horas punta cuando las calles y avenidas están saturadas de tráfico automotor.

## Evolución poblacional
- En 1991 se registró una población de aproximadamente 77.050 Habitantes.
- En 1996 se registró la cantidad demográfica en 84.500 habitantes aproximadamente.
- En 2000 se llegó a la aproximación de 86.500 habitantes.
- En 2006 se llegó a una población aproóximada a 89.500 habitantes.
- En 2008 se alcanzó la aproximación de 92.000 habitantes.

## Geografía
Esta ciudad se encuentra localizada a orillas del río Sapucaí sobre la Sierra de Mantiqueira. Su ubicación es en el sur del estado de Minas Gerais, y linda con los municipios de Sao Jose do Alegre, María da Fe, Wenceslau Braz, Piranguzú, Piranguinho y Delfín Moreira.

## Rutas y accesos
La ruta principal que atraviesa la ciudad es la BR-459 que conecta las ciudades de Lorena y Pozos de Caldas; y partiendo de esta ruta se accede a la carretera provincial MG-383 que conduce a las localidades de Piranguzú y María da Fe.

## Imágenes

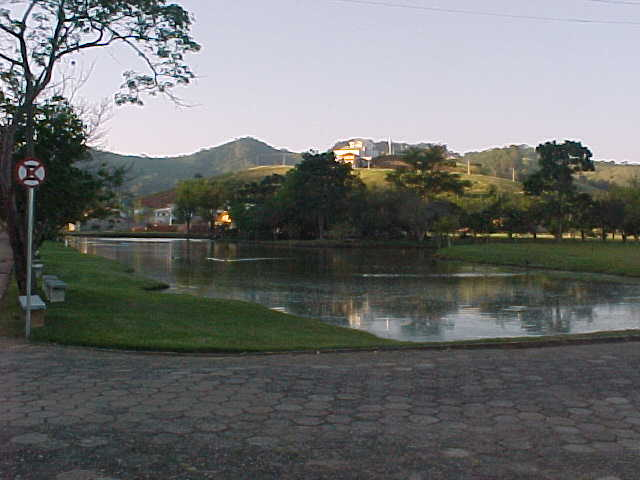
Lago de la Universidad Federal de Itajubá
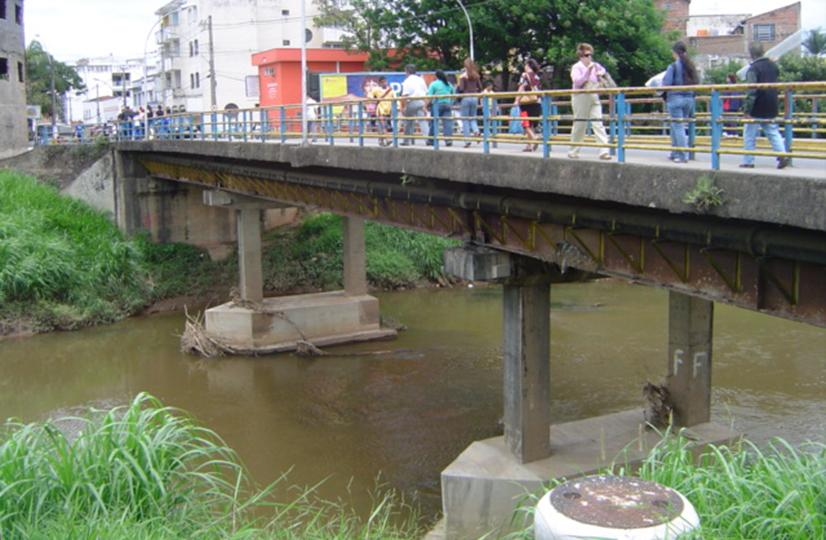
Puente sobre el río Sapucaí

## Demografía
La población aproximada de esta ciudad, estimada para el 2009, era de 90500 habitantes con una densidad de población de 403 habitantes/km². El índice de desarrollo humano de la ciudad está estimado en 0,815 que es uno de los más altos del estado de Minas Gerais. El poblador itajubano se asemeja mucho a los que viven en el estado de Sao Paulo y de Minas. Posee una población predominantemente urbana, el 93 por ciento viven en zonas urbanas mientras que el resto conforma la población rural. Sus índices de crecimiento vegetativo son bajos, resultando en un promedio de 1,3 por ciento cada año. También posee una de las menores tasas de analfabetismo de todo el país, y uno de los mayores buscadores de profesionales postgraduados por número de habitantes. Existe una gran proporción de población estudiantil. Durante el año lectivo, las escuelas y colegios promueven actividades culturales.

## Economía
La ciudad de Itajubá es uno de los centros urbanos más importantes de la región porque concentra y distribuye los bienes y servicios de ciudades aledañas. Las instituciones bancarias o financieras que destacan en el área del municipio son el Banco do Brasil, Banco Itaú, Banco HSBC, Banco Mercantil do Brasil, Banco Santander, BRADESCO, Caixa Económica Federal, y ABN Amro Bank. En esta ciudad se ubica la empresa brasileña Helibrás (la única fabricante de helicópteros de América Latina). 

## Industria
La ciudad posee uno de los mayores puestos industriales de todo el sur del estado de Minas de Gerais; desde industrias de mayor porte hasta de los medianos en fase de crecimiento. La industria de tecnología genera aproximadamente 2500 puestos de trabajo. 

Dentro de las principales industrias podemos destacar los siguientes
1) Alcoa ESS del Brasil; fábrica de materiales eléctricos y materiales de distribución eléctrica.
2) AREVA; que es una fábrica de transformadores.
3) BDK; indústria de herramientas de trabajo.
4) Borrachas Itajubá; que es fabricante de neumáticos.
5) Cabelautos del Brasil; que fabrica repuestos de automóvil.
6) Compex; que se dedica a la fabricación de componentes informáticos.
7) Datapool Electrónica; que fabrica artículos para uso en la electrónica.
8) EMDEP del Brasil; fabricante de repuestos de automóvil.
9) FANIA; industria de repuestos para vehículos.
10) Helibras; único fabricante de helicópteros de América Latina.
11) Higident del Brasil; fabricante de cosméticos.
12) IMBEL; industria estatal de materiales militar.
13) Intermec; fabricante de productos informáticos.
14) Interway; industria informática.
15) Irmaos Ferrini; industria alimentaria.
16) FRIVASA; industria frigorífica.
17) NEUROTEC; fabricante de suministros médicos.
18) OMEGA; fábrica de elementos micromecánicos.
19) Pástico Tubo; fabricante de caños o tubos de plástico.
20) Sisvoo; industria de componentes electrónicos.

## Transporte urbano
En esta ciudad, la única empresa que explota el servicio de transporte urbano es el Expreso Valonia cuyas líneas realizan itinerarios en las zonas urbanas, suburbanas, y rurales. Esta empresa realiza los siguientes itinerarios:
- Santa Rosa - Vila Isabel vía Rodovia/Itavel.
- Santa Rosa - Cruzeiro vía Rodovia/Itavel.
- Rebourgeon - Santa Rosa vía Rodovia/Vila Poddis.
- Rebourgeon - Santa Rosa vía Varginha/Vila Poddis.
- Santa Rosa - Jardim das Colinas vía Varginha.
- Santa Rosa - Jardim das Colinas vía Rodovia/Boa Vista.
- Cruzeiro - Cafona vía Jardim das Colinas.
- Mercado - Figueiras (Directo).
- Rebourgeon - Medicina vía Country/Piedade.
- Rodoviária - Ano Bom vía Varginha.
- Rodoviária - Goiabal vía Varginha.
- Gerivá - Mercado - Ilhéus.
- Mercado - Jurú.
- Santa Rosa - Novo Horizonte vía Rodovia/Boa Vista.
- Santa Rosa - Novo Horizonte vía Varginha/Hospital/Caminho do Brejo.
- Santa Rosa - Novo Horizonte vía Varginha/Boa Vista.
- Mercado - São Pedro.
- Mercado - Freires.
- Mercado - Anhumas - Berta.
- Mercado - Rio Manso - Barra.
- Rodoviária - Mercado - Água Limpa.
- Rodoviária - Nossa Senhora Auxiliadora.
- Cruzeiro - Rebourgeon vía Santa Luzia/Santo Antônio/Prefeitura Nova.
- Mercado - Rancho Grande - Pessegueiro.
- Rodoviária - Bairro da Ilha.
- Mercado - Peroba - Serra dos Toledos.

## Transporte interurbano
- Expresso Gardênia - Pouso Alegre, Pirassununga,Ribeirão Preto, Campinas, Jundiaí, Mogi Mirim, Itapira, Jacutinga, Inconfidentes, Ouro Fino, Borda da Mata, Belo Horizonte, Três Corações, Lavras, São Gonçalo do Sapucaí, Santa Rita do SApucaí, Santa Bárbara (Capote), Cruz Vera, Paraisópolis, Gonçalves, Brasópolis, Estação Dias, São Bento do Sapucaí, Sapucaí Mirim, Santo Antônio do Pinhal, Pindamonhangaba, São José do Alegre, Paulino Paixão, Pedralva, Divisa, São Domingos, Barra Grande, Ribeiro, Carmo de Minas, São Lourenço, Maria da Fé, Cristina, Bairro Lambari, Pedrão, São João, Gerivá, Ano Bom, Piranguinho.
- Bel-Tour - Río de Janeiro.
- Cometa - Rio de Janeito, Poços de Caldas.
- Gontijo - Brasília.
- Pássaro Marron - São Paulo, São José dos Campos, Taubaté, Aparecida, Guaratinguetá, Lorena , * Piquete, Barreira.
- Expresso São José - Delfim Moreira, Marmelópolis, Wenceslau Braz, Bairro São Bernardo, Ponte de Zinco.
- Transul - Santa Rita do Sapucaí, Pouso Alegre,Bragança Paulista, Atibaia,São Paulo,São Bernardo do Campo.
- Viação Natércia - Santa Bárbara,São José do Alegre, Paulino Paixão,Pedralva, Fagundes,Conceição das Pedras, Turvo, Natércia.
- Irmãos Faria - Santa Bárbara,São José do Alegre, Paulino Paixão,Pedralva.
- Santa Terezinha - Santa Rita do Sapucaí, Pouso Alegre, São Gonçalo do Sapucaí, Careaçú, Campanha, Varginha.
- Rapina Transp. -Ponte Santo Antônio,Biguá, Rio Claro, Barra, Mogiano.
- Ricotta - Bairro dos Melos, Piranguçú.

## Agricultura y ganadería
En los cultivos, el municipio de Itajubá se caracteriza en mayor parte por las plantaciones de plátanos o bananas, también existen plantaciones de maíz y, en menor escala, cultivos de café. En la ganadería, se caracterizan por las cría de ganados bovino y porcino.

## Comercio
El comercio de la ciudad está bien diversificado, contando actualmente con cuatrocientos establecimientos comerciales registrados en la Asociación Comercial, Industrial y Empresarial de Itajubá. 
En el ramo de productos farmacéuticos podemos hallar grandes droguerías ofreciendo las facilidades de adquisición de medicamentos a través del programa "Medicina Popular" que están disponibles en las farmacias.
También la ciudad posee un centro de compras o galería comercial que se conoce como Vila Nova Shopping que cuenta con veinte locales, pequeño estacionamiento, ascensores, y áreas de fácil acceso. Este centro de compras está actualmente en proceso de expansión. 
La principal calle comercial de la ciudad es la Avenida Coronel Carneiro Junior, conocida popularmente como "Rua Nova" (calle nueva).

## Crecimiento
Itajubá fue elegida por la revista Veja como la segunda ciudad que creció gracias al producto interno bruto en comparación con la ciudad de Florianópolis. También esta ciudad fue denominada por la revista Veja como la mejor ciudad para vivir; y también la más desarrollada del estado de Minas Gerais.

## Educación y ciencia
La población de la ciudad posee una fuerte vocación en el área de educación, contando con escuelas, colegios, y universidades de primer nivel.
Enseñanza básica
Cuenta con diecisiete escuelas o colegios privados, trece escuelas o colegios provinciales, veinticinco escuelas o colegios municipales, y cuatro de enseñanza técnica para profesionales de mando medio. También existen escuelas apoyadas, mantenidas, o gerenciadas por fundaciones y grandes empresas. 
Enseñanza universitaria
Itajubá es también conocida por contar con dos mejores sistemas universitarios del país. Posee seis establecimientos de enseñanza del nivel superior como Universidad Federal de Itajubá (UNIFEI), Faculdad de Medicina de Itajubá (FMIt),(Escuela de Enfermería Wenceslau Braz) (EEWB), Centro Universitário de Itajubá (UNIVERSITAS), Faculdad de Ciencias Sociales Aplicadas del Sur de Minas (FACESM) y Universidad Presidente Antônio Carlos (UNIPAC) y la Faculdad de tecnología internacional Uninter.